# Abbaye Saint-Pierre de Vierzon
L'abbaye Saint-Pierre de Vierzon est une ancienne abbaye bénédictine pour hommes fondée en 843 à Dèvres sur les instances de Centulphe de Vierzon puis transférée en 903 à Vierzon dans l'actuel département du Cher en France.

## Localisation
Après des fouilles partielles, les éléments subsistants de l'abbaye de 923 sont recouverts par des dépendances de l'hôtel de ville de Vierzon.

## Histoire
L'abbaye est initiée en 843 à Dèvres par Centulphe de Vierzon sous les vocables de Saint-Pierre et Saint-Optat où elle sera détruite, à l'exception d'une chapelle, par les Normands en 903. Les moines se réfugièrent dans un prieuré voisin, à Vierzon dans un lieu non déterminé, également fondé en 843, puis fut alors érigée l'abbaye à proximité de l'Yèvre en 923.
Elle adhère à la congrégation de Saint-Maur en 1667.
Elle est totalement détruite à la Révolution.

## Description
Il ne subsiste que quelques vestiges connus par des fouilles mais enterrés sous le parking de l'hôtel de ville, conformément au plan datant du XIXe siècle, dressé par l'architecte Paul Gauchery (1846-1925).

## Liste des abbés
Selon l'ouvrage de Hugues Du Tems (lire bibliographie) :
- 843-853 : Aimery
- 853-9?? : Asinare
- 9??-957 : Raymond
- 957-968 : Eudes
- 968-982 : André I
- 982-991 : Girbert
- 991-993 : André II
- 993-1014 : Simon
- 1014-1029 : Chrétien
- 1029-1040 : Martin
- 1040-1054 : Constable
- 1054-1082 : Bérenger
- 1082-1095 : Humbauld
- 1095-1121 : Herbert
- 1122-1142 : Étienne I
- 1142-1157 : Arnaud
- 1157-1163 : Foulques
- 1163-1186 : Pierre I
- 1186-1209 : Guillaume I
- 1210-1215 : Gérard
- 1215-1226 : Thibaud
- 1226-1234 : Renaud
- 1234-1248 : Eudes
- 1248-1263 : Evrard
- 1263-1270 : Pierre II
- 1270-1283 : Guillaume II
- 1283-1291 : Guy de Beaulieu
- 1291-1326 : Hélie
- 1326-1327 : Étienne I
- 1327-1331 : Guillaume III
- 1331-1372 : Benoît I de Louvencourt
- 1372-1394 : Pierre IV
- 1394-1409 : François I
- 1409-1413 : Jean I de Saint-Avit
- 1413-1422 : Pierre V
- 1422-1454 : Jean II Gaucher
- 1454-1470 : Benoît II de Maucourt
- 1471-1494 : Guillaume IV
- 1494-1522 : Jean II Bachet
- 1522-1546 : Antoine Pot
- 1546-1556 : André de Saint-Estèphe
- 1556-1589 : François II de Combaret
- 1589-1598 : Pierre VI de Saint-Gobert
- 1598-1609 : Étienne II de Villebéon
- 1610-1621 : Jean II de Lessignan
- 1621-1636 : Jean-Jacques de Plas
- 1637-1675 : Louis de Plas, unit l'abbaye à la congrégation de Saint-Maur
- 1676-1680 : Charles I Langlois
- 1680-1730 : Michel Poncet de La Rivière, deviendra ensuite évêque d'Angers
- 1730-1731 : Charles II Prudent de Becdelièvre, évêque de Nîmes en 1738
- 1731-1760 : Pierre VII de Bernot de Charan
- 1760-1791 : Jean-Baptiste-Gabriel Le Corgne de Launay